# هگزافلوئوروفسفات پتاسیم
هگزافلوئوروفسفات پتاسیم (به انگلیسی: Potassium hexafluorophosphate) با فرمول شیمیایی F۶KP یک ترکیب شیمیایی با شناسه پاب‌کم ۱۶۷۶۲۰ است. که جرم مولی آن 184.0625 g/mol می‌باشد. شکل ظاهری این ترکیب، جامد بی‌رنگ است.